# Pococera
Pococera är ett släkte av fjärilar. Pococera ingår i familjen mott.

## Bildgalleri

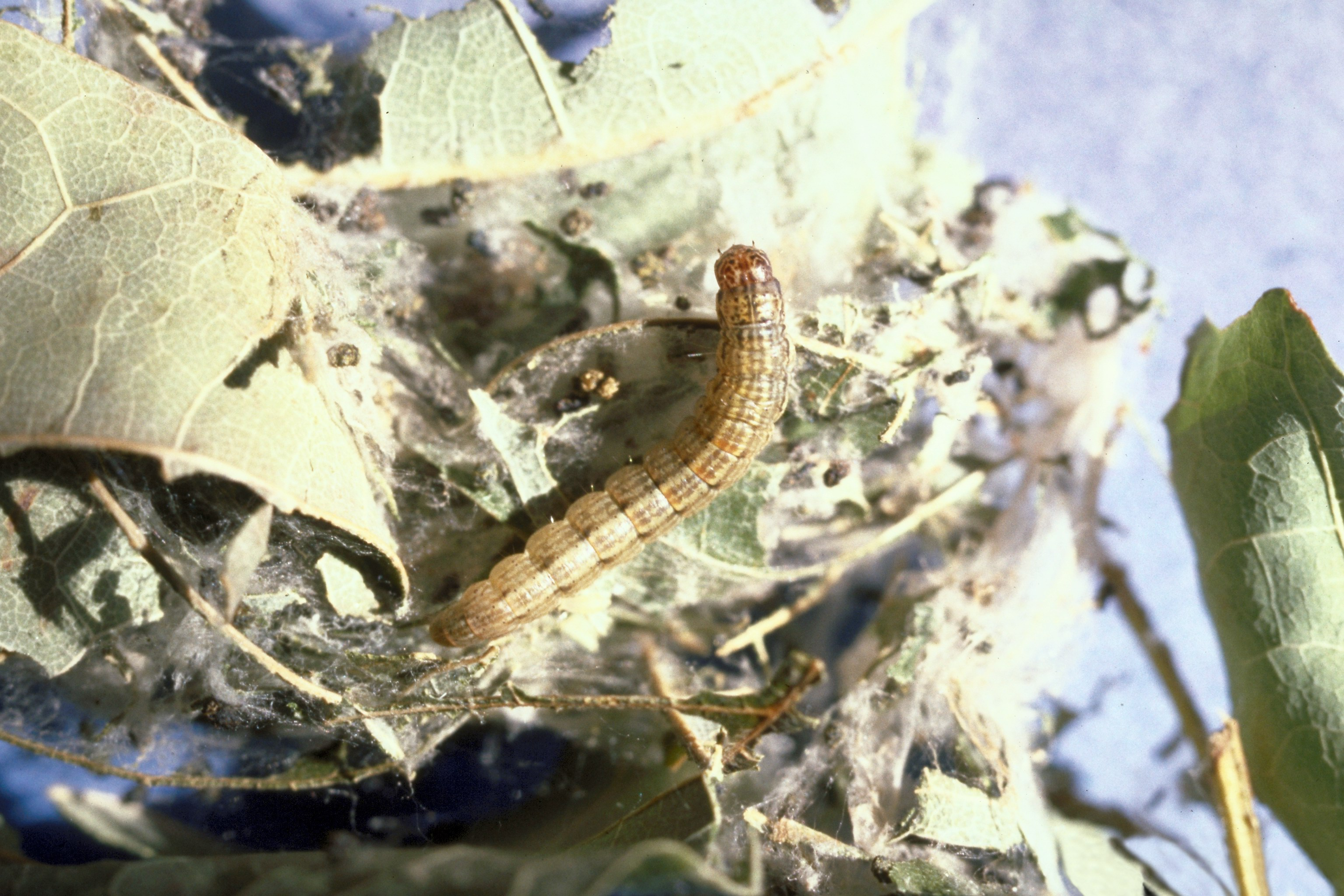
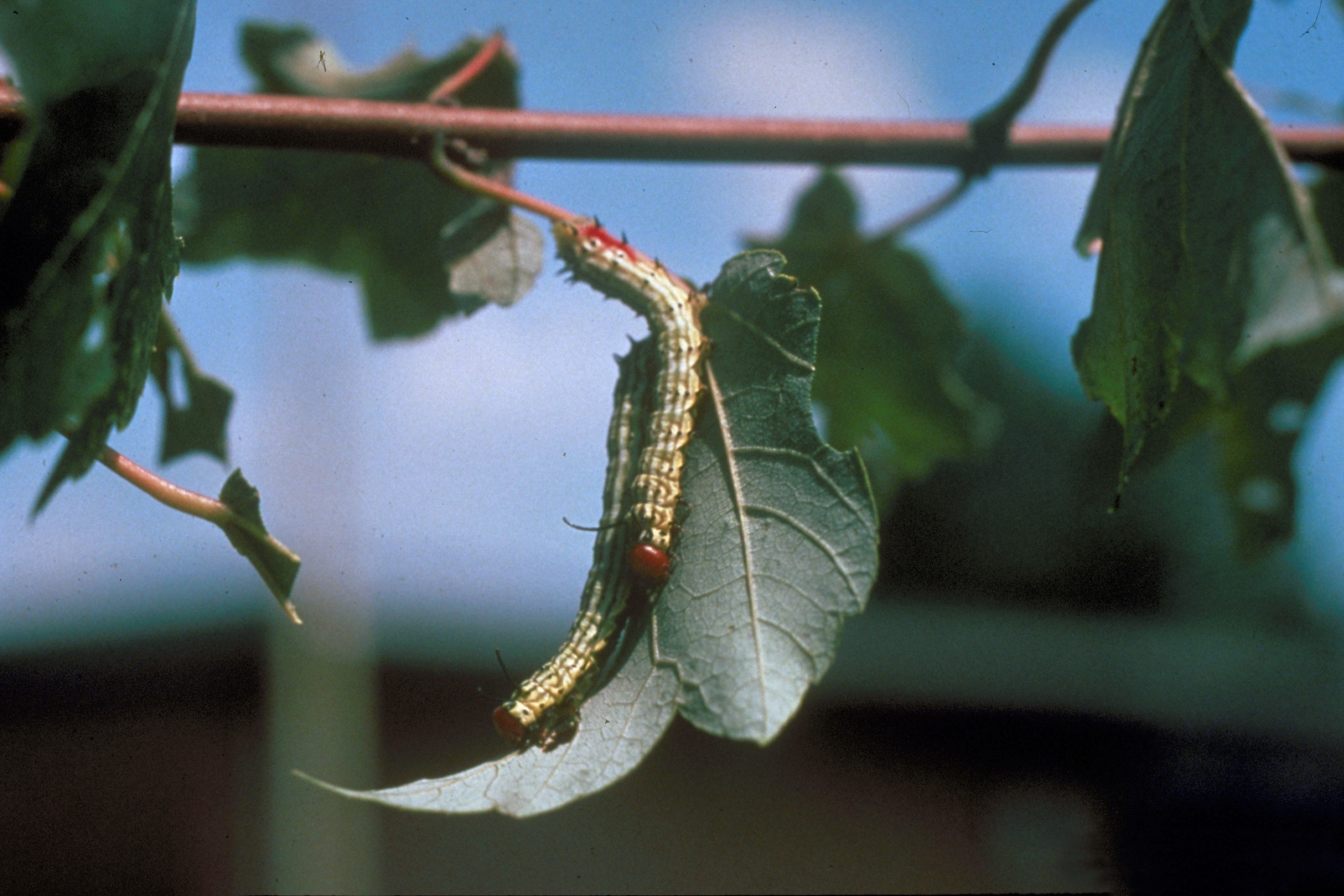
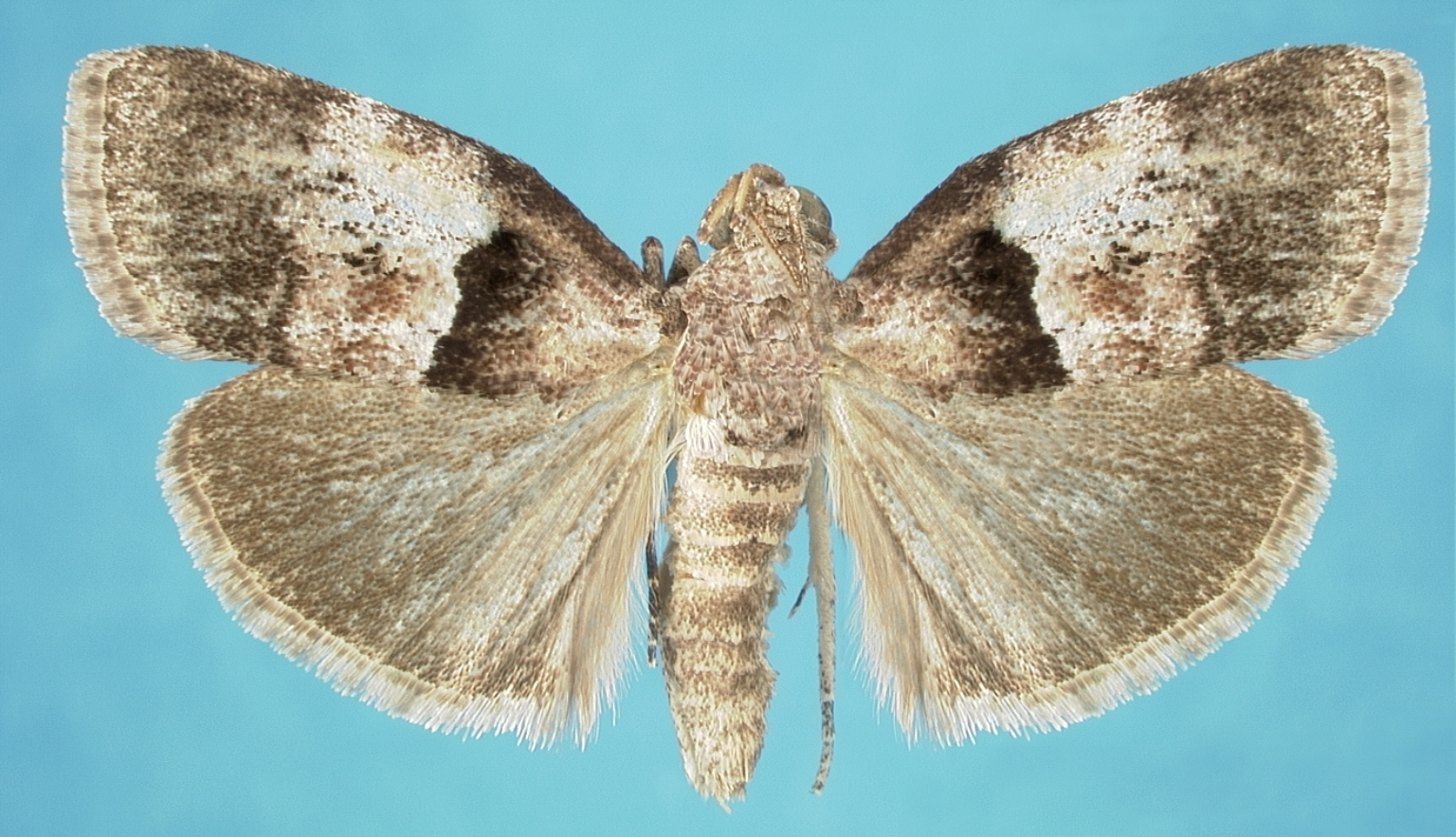
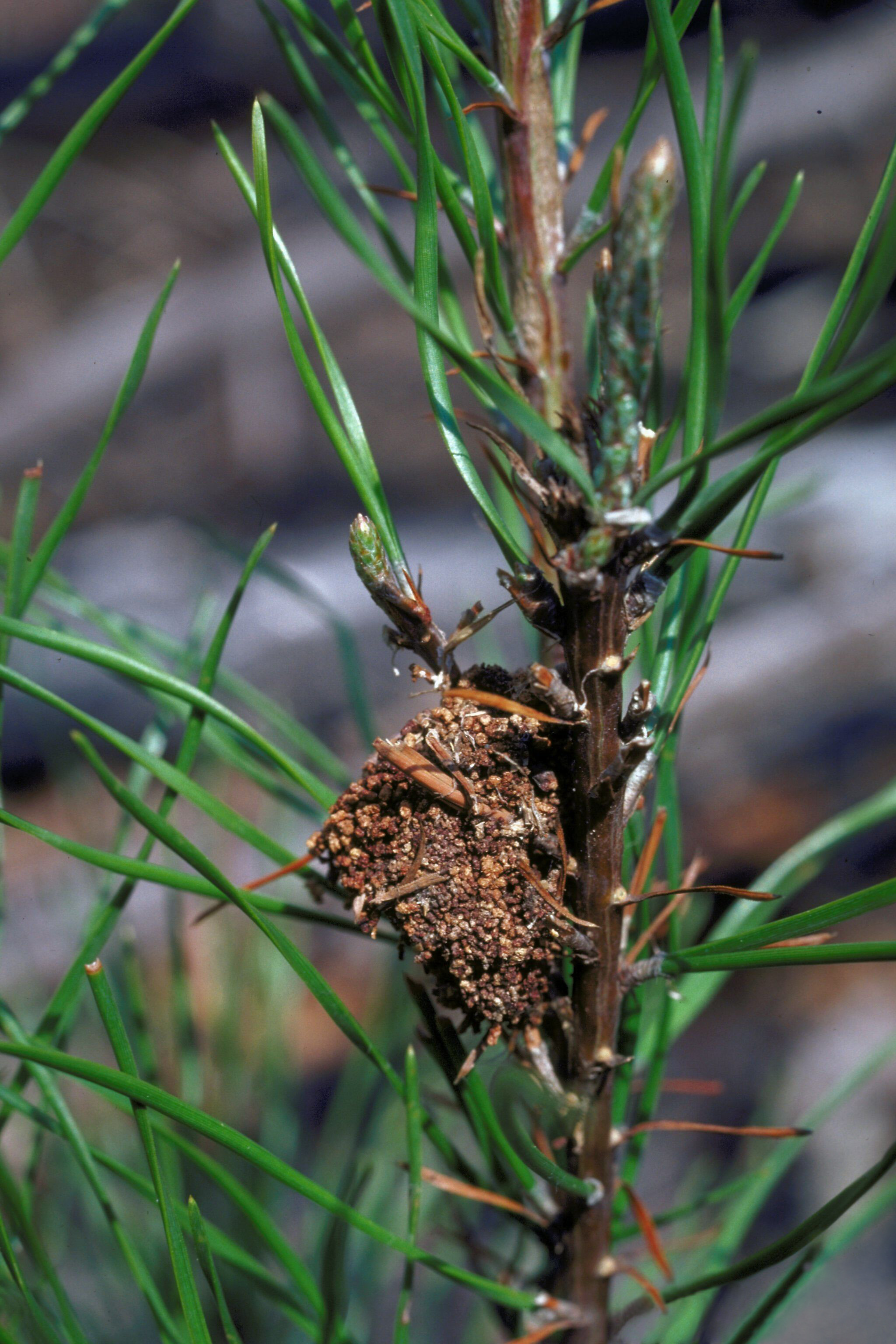
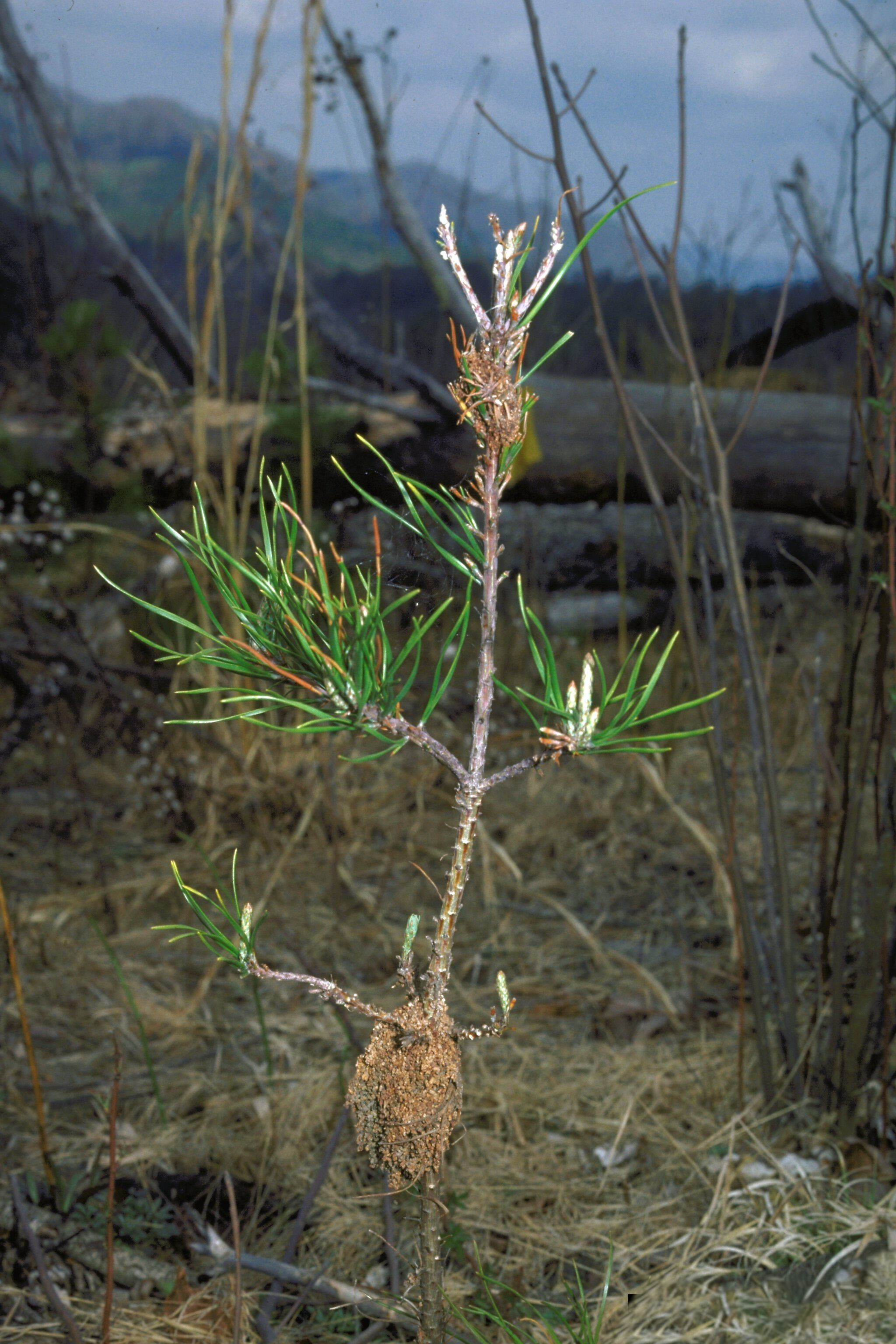
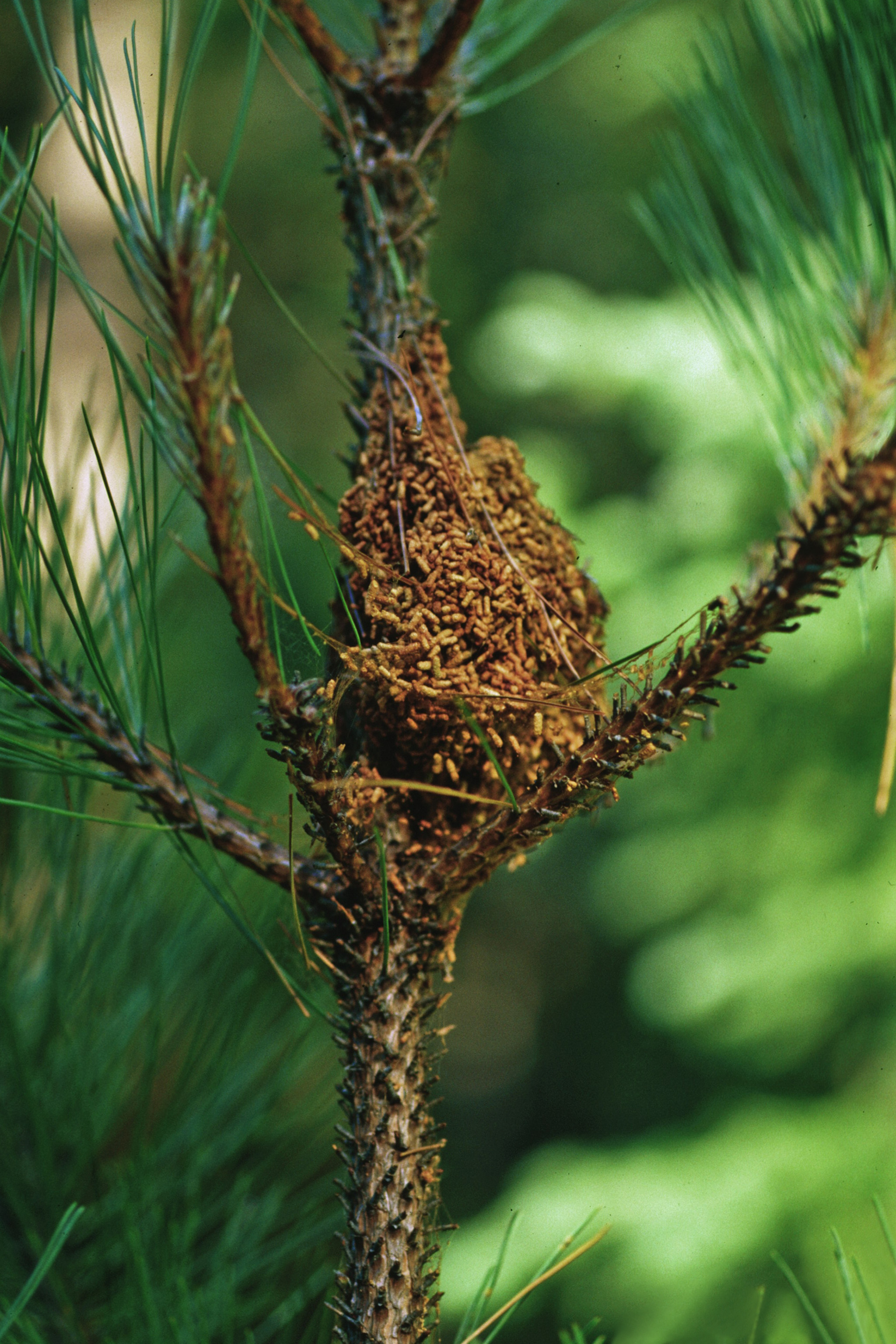

## Dottertaxa tillPococera, i alfabetisk ordning[1]
- Pococera adolescens
- Pococera aelredella
- Pococera africalis
- Pococera agatha
- Pococera albiceps
- Pococera albulella
- Pococera antilocha
- Pococera aplastella
- Pococera arizonella
- Pococera asperatella
- Pococera atristrigella
- Pococera baptisiella
- Pococera basalis
- Pococera basigera
- Pococera basilissa
- Pococera callipeplella
- Pococera capnodon
- Pococera cataldusa
- Pococera clemensakis
- Pococera corumba
- Pococera cuthmana
- Pococera cyrilla
- Pococera diluculella
- Pococera dolorosella
- Pococera euphemella
- Pococera expandens
- Pococera floridella
- Pococera formosella
- Pococera fuscolotella
- Pococera gelidalis
- Pococera gibbella
- Pococera griseella
- Pococera gybriana
- Pococera hemimelas
- Pococera hermasalis
- Pococera humerella
- Pococera insularella
- Pococera iogalis
- Pococera irrorata
- Pococera jovita
- Pococera maritimalis
- Pococera melanogrammos
- Pococera melanographella
- Pococera mesoleucalis
- Pococera militella
- Pococera narthusa
- Pococera nephelotella
- Pococera nigribasalis
- Pococera nocturna
- Pococera notabilis
- Pococera platanella
- Pococera polialis
- Pococera provoella
- Pococera querciella
- Pococera robustella
- Pococera sabbasa
- Pococera sadotha
- Pococera scabridella
- Pococera scortealis
- Pococera semnialis
- Pococera slossonii
- Pococera spaldingella
- Pococera speciosella
- Pococera subalbella
- Pococera subcanalis
- Pococera subviolascens
- Pococera taleolalis
- Pococera tertiella
- Pococera texanella
- Pococera thoracicella
- Pococera tiltella
- Pococera vacciniivora
- Pococera vandella
- Pococera vanenga
- Pococera variella
- Pococera venezuelensis
- Pococera viridis